# Jacques Berthelot
 (février 2020).
Si vous disposez d'ouvrages ou d'articles de référence ou si vous connaissez des sites web de qualité traitant du thème abordé ici, merci de compléter l'article en donnant les références utiles à sa vérifiabilité et en les liant à la section « Notes et références ».
Pour les articles homonymes, voir Jacques Berthelot (homme politique) et Berthelot.
Jacques Berthelot, né le 29 novembre 1935 à Brest et mort le 13 février 2023 à Pibrac, est un économiste français, ancien maître de conférences à l'École nationale supérieure agronomique de Toulouse, ancien titulaire de la Chaire d'intégration économique européenne à l'Institut National Polytechnique (INP) de Toulouse et chercheur.
Il fut l'un des signataires de l'appel pour des agricultures durables et solidaires en Europe et dans le monde.

## Biographie
Jacques Berthelot s'intéresse aux problématiques de l'agriculture et des subventions agricoles, il est un des administrateurs de l'association SOLAGRO, qui promeut la maîtrise de l'énergie, les énergies renouvelables, l'agro-environnement et l'agro-foresterie.
Après une formation en droit (licence), gestion d'entreprise (Certificat d'aptitude à l'administration des entreprises) et économie (doctorat d'État) il a occupé de multiples fonctions d'économiste agricole : chercheur (à l'INRA de Rennes, à l'université du Michigan à Ann Arbor), enseignant-chercheur aux universités de Rennes, de Madagascar, du Togo et surtout de Toulouse, gestionnaire de coopératives agricoles en France et Algérie, planificateur agricole (en Tunisie), évaluateur de projets agricoles pour le BIT (Congo-Brazzaville), la FAO (Tunisie, Congo-Brazzaville) et le gouvernement français (Haute-Volta, Martinique, Gambie), promotion de la panification des céréales locales (Côte d'Ivoire, Bénin).
Depuis sa retraite en 2000, il se consacre bénévolement à l'analyse des politiques agricoles, notamment aux politiques des prix, revenus (dont subventions) et échanges agricoles, en particulier de l’Union européenne (UE), des États-Unis, de l’Inde, de l'Afrique subsaharienne, notamment de l’Ouest, et au niveau multilatéral (OMC) et bilatéral, dont les Accords de partenariat économique (APE) entre l’UE et les pays d’Afrique, Caraïbes et Pacifique (ACP),,. Il a participé à de nombreux forum sociaux mondiaux (Porto Alegre, Mumbai, Nairobi, Dakar, Tunis), à la plupart des conférences ministérielles de l'OMC (Seattle, Cancun, Hong Kong, Genève, Bali, Nairobi) et des forums publics annuels de l'OMC à Genève. Et ceci en étroite liaison avec de nombreux réseaux d'ONG au niveau français –SOL, Alternatives Agroécologiques et Solidaires ex-Solidarité, où il est chargé de plaidoyer sur les politiques agricoles et qui héberge ses articles informels, ATTAC, PAC 2013, Solagro, Commission agriculture et alimentation (C2A) de Coordination Sud – européen, notamment la Fondation Rosa Luxembourg, et internationaux, notamment OWINFS (Our World Is Not For sale) dans le cadre de conférences téléphoniques fréquentes sur le suivi des négociations agricoles de l’OMC et des accords bilatéraux de libre-échange. Il collabore étroitement avec le ROPPA (Réseau des Organisations paysannes et des producteurs agricoles d’Afrique de l’Ouest) notamment pour participer à des sessions de formation des leaders des plateformes nationales sur les mécanismes et pièges des négociations agricoles de l’OMC et de l’APE (Accord de partenariat économique avec l'UE) et pour intervenir ensemble dans les forums publics de l'OMC. Il participe, au titre de CONCORD (réseau des ONG de l'UE), au Groupe de Dialogue Civil sur la PAC (politique agricole commune) de la Direction Générale Agriculture de la Commission européenne. Il a été auditionné en juillet 2015 par les Commissions INTA (internationale) et DEVCO (coopération et développement) du Parlement européen sur les APE.  
Il publie assez régulièrement dans Le Monde diplomatique et occasionnellement dans le bulletin électronique quotidien SUNS (South-North Development Monitor) du Third World Network.
Il meurt le 23 février 2023 à Pibrac,.

## Publications
- Les Coopératives agricoles en économie concurrentielle, Éditions Cujas, (1972).
- Les Sillons de la faim, (avec François de Ravignan), L’Harmattan, (1980).
- L’Agriculture, talon d’Achille de la mondialisation, L’Harmattan, Paris, (2001).
- Réguler les prix agricoles, L'Harmattan, Paris, 2013. La version anglaise (How to regulate agricultural prices) est téléchargeable gratuitement (https://www.sol-asso.fr/articles-de-2013/).
- Vous avez dit libre échange ? L'accord de « partenariat » économique Union Européenne - Afrique de l'Ouest, L'Harmattan, Paris, juin 2018, 160p.  (ISBN 978-2-343-15043-7)[10].